# Стрела-1
9К31 «Стрела́-1» (по классификации НАТО: SA-9 Gaskin) — советский зенитно-ракетный комплекс. Принят на вооружение в 1968 году.

## История создания
Зенитный ракетный комплекс (ЗРК) «Стрела-1» создавался для непосредственного прикрытия мотострелковых и танковых подразделений от воздушных ударов противника.
25 июля 1960 года постановлением СМ СССР была начата разработка ЗРК «Стрела-1». Разработка велась одновременно с созданием ПЗРК «Стрела-2». ЗРК «Стрела-2» разрабатывался как лёгкий переносной зенитный комплекс в качестве запасного варианта и предназначался для противодействия воздушным целям, действующим на высотах от 50-100 метров до 1000—1500 метров, на дальности до 2 км и со скоростью 250 м/с (900 км/ч).
Головным разработчиком всего комплекса в целом 9К31 «Стрела-1» и ЗУР 9М31 являлось ОКБ-16, а главным конструктором был назначен А. Э. Нудельман. Разработка головок самонаведения была поручена ЦКБ-589 и должна была вестись под руководством В. А. Хрусталёва, однако после преобразования ЦКБ-589 в ЦКБ «Геофизика» разработка головки самонаведения велась под руководством главного конструктора Д. М. Хорола.
После того, как разработки ЗРК «Стрела-1» и ПЗРК «Стрела-2» были окончены, было принято решение продолжить работы в направлении ЗРК «Стрела-1» и использовать комплекс в роли полкового и батальонного средства ПВО. Для этого была поставлена задача увеличить дальность и высоту поражения целей, а также разместить комплекс на автомобильном шасси.
После завершения государственных испытаний, 25 апреля 1968 года ЗРК «Стрела-1» был принят на вооружение постановлением СМ СССР.

## Состав

### Боевая машина 9А31

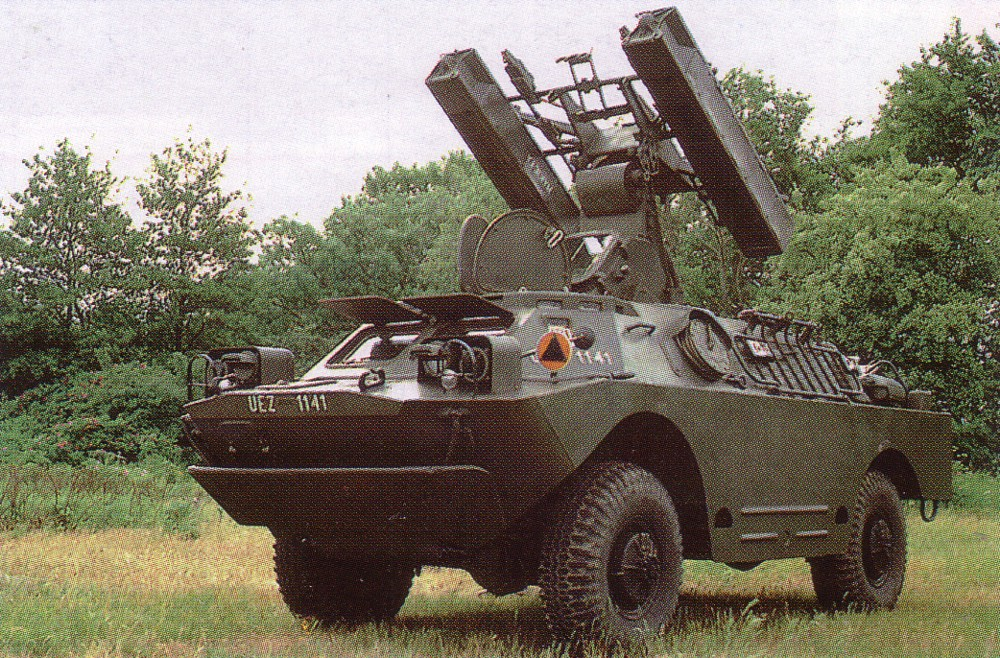
Пусковая установка 9П31 с двумя ракетами 9М31, Армия ПНР

В качестве базы использована БРДМ-2. На боевой машине размещается пусковой комплекс, аппаратура запуска ракет, а также оптические средства обнаружения целей, средства связи и другое оборудование. Внутри размещён экипаж, состоящий из трёх человек: механик-водитель, оператор-наводчик и командир.

### Пусковая установка
Конструкция пусковой установки представляет собой вращающуюся бронированную башню. Передняя стенка состоит из пуленепробиваемого стекла и наклонена под углом в 60°. За стеклом находится оператор-наводчик. По бокам башни установлены пусковые установки с ЗУР. Благодаря высокой степени уравновешенности качающейся части, стрельба может вестись в движении.

### Зенитная управляемая ракета9М31
В качестве основного вооружения используется одноступенчатая, твердотопливная ракета. Ракета выполнена по оригинальной конструкции по аэродинамической схеме «утка». Захват и наведение на цель осуществляла фотоконтрастная головка самонаведения. Принцип работы основывается на выделении контрастной цели на фоне неба с помощью неохлаждаемых сернисто-свинцовых фотосопротивлений и преобразования разницы между их освещённостью в управляющие сигналы.
Ракета оснащена осколочно-фугасной боевой частью и контактными и неконтактными взрывателями. Если ракета промахивалась, то через 13-16 секунд происходила блокировка боевой части и ракета без подрыва падала на землю.
Производство ракет 9М31 было налажено на Ковровском механическом заводе.

### Аппаратура контроля ракет 9В25
Для допускового контроля (сравнения напряжений в цепях ракеты с опорными) ракет 9М31 и 9М31М создано изделие 9В25 в двух модификациях: 9В25М установлено на автомобиле ГАЗ-66, 9В25Б предназначено для стационарной установки в помещении.

## Модификации
9К31М «Стрела-1М»
Модернизированный вариант «Стрела-1».
В декабре 1970 года модернизированный вариант ЗРК «Стрела-1М» закончил прохождение государственных испытаний и был принят на вооружение. Модернизированный комплекс имел большую дальность, уменьшенную на 400—600 метров ближнюю и до 30 метров нижнюю границу зоны поражения.
Благодаря введению в состав комплекса пассивного радиопеленгатора 9С12, была увеличена дальность и вероятность обнаружения целей. Пеленгатор был способен оценивать воздушную обстановку и сопровождать цели до момента обнаружения оптическими приборами. Кроме того, пеленгатор мог выдавать целеуказания другим боевым машинам, которые не оснащены пеленгатором.
В качестве основного вооружения использовалась ЗУР 9М31М, которая обладала улучшенными лётными характеристиками и более точной системой наведения.

## Операторы

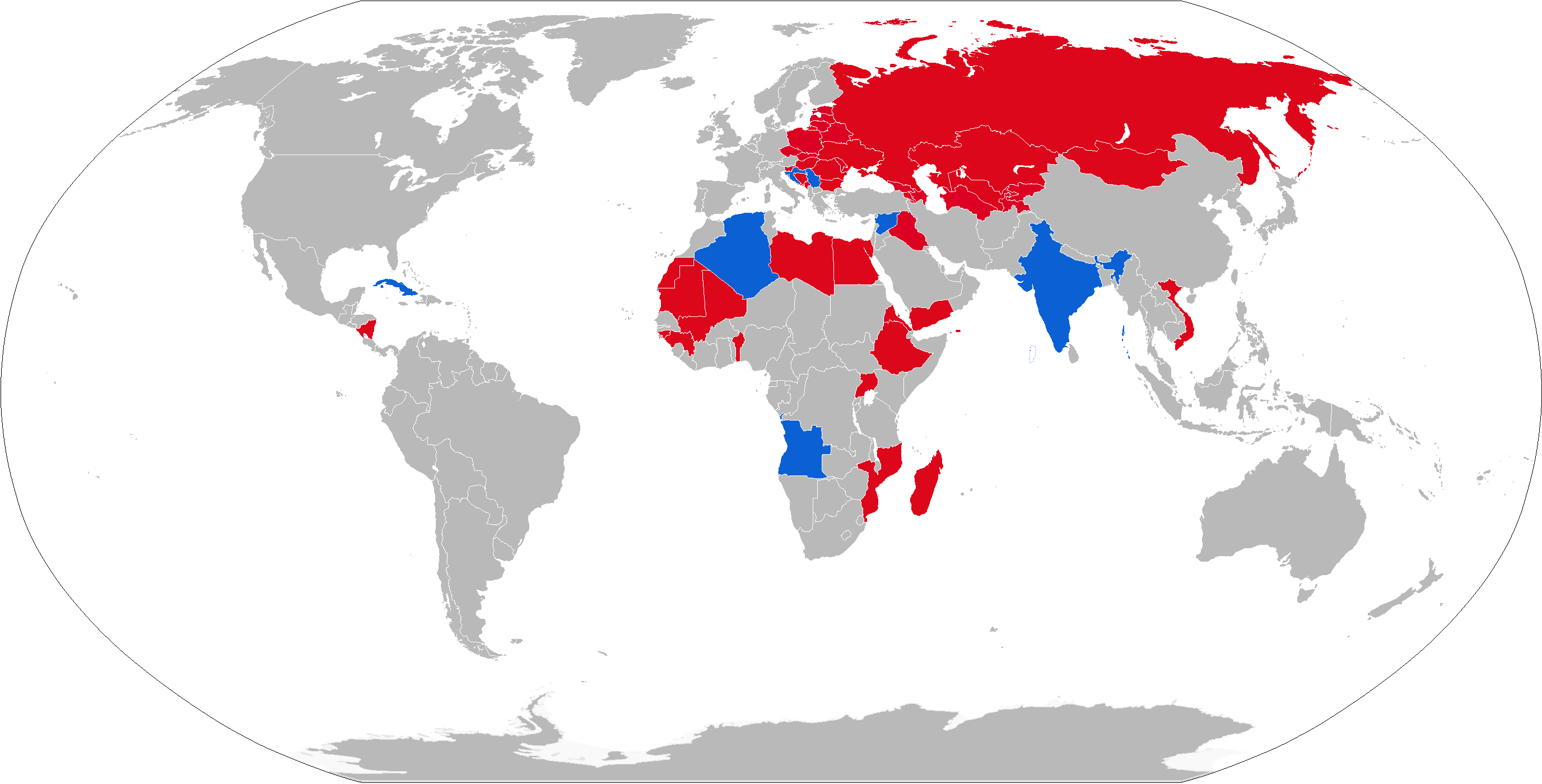
Операторы ЗРК Стрела-1

### Современные
- Алжир — 20 9К31 Стрела-1, по состоянию на 2022 год[4]
- Ангола — 20 9К31 Стрела-1, по состоянию на 2022 год[5]
- Индия — 200 9К31 Стрела-1, по состоянию на 2022 год[6]
- Мавритания — 4 9К31 Стрела-1, по состоянию на 2022 год[7]
- Сербия — 12 9К31М Стрела-1, по состоянию на 2022 год[8]
- Сирия — 20 9К31 Стрела-1, по состоянию на 2017 год[9][10]

### Статус неизвестен
- Куба — некоторое количество 9К31 Стрела-1, по состоянию на 2022 год[11], данных о поставках нет[12], в оригинальном виде не замечены, зафиксированы только с установленными ракетами Р-13 на базе БРДМ-2, вероятно местная модернизация[13]

### Бывшие
- Армения — 30 Стрела-1, по состоянию на 2016 год[14]
- Босния и Герцеговина — 6 9К31 Стрела-1, по состоянию на 2017 год[15]
- Египет — 20 9К31 Стрела-1, по состоянию на 2017 год[16]
- Йемен:
  - Сухопутные войска Йемена — некоторое количество 9К31, по состоянию на 2012 год[17]
  - Войска ПВО Йемена — некоторое количество 9К31, по состоянию на 2012 год[17]
- Монголия — некоторое количество 9К31, по состоянию на 2013 год[18][19]
- Ливия — некоторое количество 9К31, по состоянию на 2012 год[20]
- Россия — некоторое количество Стрела-1, по состоянию на 2016 год[21]:
  - Сухопутные войска России — 200 9К31 Стрела-1, по состоянию на 2012 год[22]
  - Морская пехота России — 50 9К31 Стрела-1 и 9К35 Стрела-10, по состоянию на 2012 год[23]
- СССР — перешли к образовавшимся после распада государствам
- Узбекистан — 400 Стрела-1, по состоянию на 2016 год[24][неавторитетный источник]
- Хорватия — некоторое количество 9К31 Стрела-1, по состоянию на 2017 год[25], списаны.

## Служба и боевое применение

### Боевое применение
1. Война в Западной Сахаре — в 1981 году с помощью ЗРК 9К31 Полисарио сбили марокканский истребитель Mirage F1 и вертолёт Puma.[26]
2. Гражданская война в Ливане — по израильским данным, в 1982 году уничтожен ряд сирийских батарей «Стрела-1»[27]. В 1983 сирийские ЗРК 9К31 сбили самолёты ВМС США A-6 Intruder и совместным огнём с Стрела-2 A-7 Corsair[28];
3. Гражданская война в Анголе — на начальном этапе поставок комплексов «Стрела-1» в Анголу, расчёты ЗРК были либо советскими, либо кубинскими[29]. Наведение ракет на цели в ручном режиме вызывало большие трудности у ангольских военных[30]. В 1985 году трофейным ЗРК 9К31 спецназом ЮАР был сбит военно-транспортный самолёт Ан-12 ВВС СССР[1][31];
4. Война в Персидском заливе — иракским ЗРК 9К31 был сбит американский штурмовик A-10 Thunderbolt II, пилот взят в плен.[1][32];
5. Косовская война[1].
6. Вооружённый конфликт в Йемене (с 2014) — по данным китайских блогеров предположительно сбила MQ-9 Reaper[33]

### Трофейные машины
По свидетельству советских офицеров, выполнявших функции военных советников в африканских странах, отношение к новейшей советской боевой технике было крайне небрежным и безответственным, мер охранения, аналогичных предпринимаемым в контингентах советских войск в Европе, не предпринималось, даже такие фундаментальные понятия организации несения службы и работы с техникой как «секретность» и «военная тайна» были недоступны для понимания местными военными. Как результат, в 1983 году южно-африканскими войсками в боевых действиях на юге Анголы захвачены несколько машин 9К31 вместе с ракетами 9М31. Для ознакомления с устройством боевых машин, пусковых установок и ракет в ЮАР прибыли иностранные специалисты по ракетному вооружению из различных стран НАТО, которые внимательнейшим образом исследовали комплекс и представили свои выводы. В сжатом виде выводы исследования «Стрел» зарубежными учёными и инженерами вместе с тактико-техническими данными, сведениями об устройстве ракет и комплексов, и другой ценной справочной информацией были опубликованы в зарубежной военной публицистике, в частности авторитетным еженедельником «Джейнс».